# Guzmania jaramilloi
Guzmania jaramilloi är en gräsväxtart som beskrevs av Hans Edmund Luther. Guzmania jaramilloi ingår i släktet Guzmania och familjen Bromeliaceae. Inga underarter finns listade i Catalogue of Life.